# Bréville (Charente)
Bréville è un comune francese di 449 abitanti situato nel dipartimento della Charente, nella regione della Nuova Aquitania.

## Storia

### Simboli
Lo stemma è stato adottato il 4 dicembre 2023.

## Società

### Evoluzione demografica
Abitanti censiti